# رودساید اترکشنز
رودساید اترکشنز به (انگلیسی: Roadside Attractions) یک شرکت تولید و توزیع کننده فیلم آمریکایی مستقر در لس آنجلس، کالیفرنیا است. این شرکت در سال ۲۰۰۳ توسط هاوارد کوهن و اریک دی آربلوف تأسیس شد.